# Obra (Villa de Cruces)
Obra (oficialmente San Tomé de Obra) es una parroquia española del municipio de Villa de Cruces, perteneciente a la provincia de Pontevedra, en la comunidad autónoma de Galicia.

## Historia
Hacia mediados del siglo XIX, el lugar, ya por entonces perteneciente a Carbia, tenía contabilizada una población de 170 habitantes. Aparece descrito en el duodécimo volumen del Diccionario geográfico-estadístico-histórico de España y sus posesiones de Ultramar de Pascual Madoz con las siguientes palabras:

OBRA (Sto. Tome): felig. en la prov. de Pontevedra (9 leg.), part. jud. de Lalin (4 1/2), dióc. de Santiago, ayunt. de Carbia (1 1/2). sit. á la izq. del r. Ulla, con buena ventilacion, y clima saludable. Tiene unas 34 casas, é igl. parr. (Santo Tomas), la cual es aneja de la de San Miguel de Brandariz; confina el term. N. y E. r. Ulla; S. Brandariz, y O. Añobre. El terreno es de buena calidad; le baña el mencionado r. Ulla sobre el cual por la parte del N. hay un puente de madera llamado de Ramisquedo. prod.. trigo, maiz, centeno, patatas, hortaliza, y frutas; se cria ganado vacuno, de cerda, y lanar; hay pesca de varias especies. pobl.: 34 vec., 170 alm. contr.: con su ayunt. (V.).
(Madoz, 1849, p. 205)

En 2022, tenía empadronados 84 habitantes.